# Ernest de Hesse-Philippsthal-Barchfeld
Ernest de Hesse-Philippsthal-Barchfeld (né le 28 janvier 1789 à Barchfeld et mort le 19 avril 1850 au château d'Augustenau à Herleshausen) est un général de cavalerie russe.

## Biographie
Ernst est le fils d'Adolphe de Hesse-Philippsthal-Barchfeld et de son épouse Louise (1752-1805), fille du duc Antoine-Ulrich de Saxe-Meiningen de son mariage avec Charlotte-Amélie de Hesse-Philippsthal.
En 1795, à l'âge de six ans, il se rend à Schnepfenthal au Philanthropin Schnepfenthal (de), où ses frères aînés sont scolarisés. En 1797, il se rend à Bückeburg avec son frère Guillaume, où ils sont tous deux éduqués par des tuteurs privés dans la maison de la princesse Julienne de Hesse-Philippsthal, avec le futur prince régnant, Georges-Guillaume de Schaumbourg-Lippe. Il étudie ensuite à l'Académie de chevalerie de Lunebourg, puis rentre chez lui.
Il rejoint le corps de la Garde (de) en tant que capitaine d'état-major et reçoit des leçons théoriques et pratiques du capitaine Christian Friedrich von Cochenhausen (de), avec qui il entretient plus tard une amitié de longue date. Il suit son professeur au régiment von Wurmb à Eschwege et revient peu après en tant que commandant de compagnie au 6e régiment de grenadiers de la Garde (de) à Cassel pour être auprès de sa mère, veuve depuis le 17 juillet 1803.
En 1806, lui et son frère Guillaume refusent d'entrer au service français après la fuite de Guillaume Ier. Là-dessus, ils sont capturés et emmenés d'abord à Mayence et plus tard à Luxembourg. Ils parviennent à s'enfuir à Weimar puis à Königsberg, où ils entrent au service des Russes, bien que l'ambassadeur de France Armand de Caulaincourt tente de les empêcher d'être embauchés. Entre-temps, le frère aîné Charles est fait prisonnier par les Français en tant que maître de cavalerie de hussards prussiens et, sur sa parole d'honneur, il est de nouveau libéré. Son frère Guillaume entre ensuite en service au Danemark.
Ernst est nommé lieutenant-colonel au 6e régiment de chasseurs à pied et au quartier général du général commandant, le maréchal prince Alexander Prosorowsky (1733-1809), qui s'oppose aux Turcs sur la Prout pendant la septième guerre russo-turque. Comme il tombe malade et ne peut plus rendre service, il demande un congé et se rend en Hesse via l'Autriche afin de sauver une partie des biens confisqués par les Français. Dans le même temps, il prend part au soulèvement de Dörnberg (de), et lorsque cela échoue, sa sécurité est mise en danger. Ses déplacements à Brachfeld qui ont été tenus secrets, sont devenus connus, mais le gendarme chargé de l'arrestation l'a prévenu et le conduit au pavillon de chasse de Blumenstein (de) de Hesse, près de Wildeck. De là, il s'enfuit à Eisenach, où il obtient un passeport sous un faux nom et peut se rendre à Prague.
Ne supportant pas le climat russe, il prend congé et décide de s'installer en Bohême avec le reste de sa fortune ; ce faisant, il perd la totalité de la somme achetée au cours des négociations embrouillées et se retrouve donc sans le sou.
Il rejoint ensuite la Garde au service prussien à Potsdam. Peu de temps après, la France le revendique parce qu'il est un sujet du royaume de Westphalie. La Prusse ne peut pas le protéger contre les Français, alors il s'enfuit à nouveau en Russie à Vilna en 1812. L'empereur Alexandre Ier l'affecte comme colonel au quartier général de l'ataman Matwei Ivanovich Platov . Il participe à de nombreuses batailles contre les Français et perd sa jambe gauche au-dessus du genou à cause d'un boulet de canon lors de la bataille de la Moskova. Son frère Charles, qui se trouve à proximité, le sauve avec l'aide de quelques uhlans et le transporte en calèche jusqu'à l'hôpital de réserve du quartier général. Après l'amputation, son frère l'accompagne à Iaroslavl pour voir le prince Georges d'Oldenbourg et son épouse la grande-duchesse Catherine Pavlovna, fille du tsar russe Paul (1754-1801), qui s'occupe des soldats blessés. Une autre blessure au moignon rend nécessaire une autre amputation, encore plus douloureuse.
Après quatre mois, il peut se rendre à Saint-Pétersbourg en juin 1813 pour s'y soigner. Après sa convalescence, il part pour la Silésie demander un emploi de soldat au quartier général russe, qui succède aux Français. L'empereur le nomme alors général de division et lui décerne la Grand-Croix de l'Ordre de Saint-Georges.
À Prague, il doit passer un certain temps à cause d'une fièvre nerveuse et ne peut donc participer à la fin des guerres napoléoniennes.
Il voyage de Prague à Francfort-sur-le-Main, où la veuve de la princesse Catherine Pavlovna de Holstein-Oldenbourg fait en sorte que l'électeur Guillaume Ier de Hesse lui accorde une pension. L'empereur de Russie le nomme gouverneur provisoire russe de Cassel. Après un court séjour à Paris, il retourne à Barchfeld, mais de là il doit se rendre au Congrès de Vienne.
Ernst reçoit 5 000 ducats de l'empereur russe Alexandre Ier, à partir desquels il doit faire fabriquer une jambe artificielle en Angleterre. Sa cousine Adélaïde de Saxe-Meiningen, qui deviendra plus tard reine d'Angleterre, l'aide à trouver un artisan. Lors de son séjour à Londres, il reçoit une offre du roi Guillaume IV pour entrer au service de l'Angleterre en tant que lieutenant général, mais cela l'oblige également à être en permanence à proximité du roi. Il accepte l'offre, mais demande un voyage de vacances à Barchfeld. Pendant le voyage, il est rappelé par le roi désormais malade. Pendant le voyage de retour, Ernst est retardé à Bruxelles pendant quinze jours pour cause de maladie, de sorte qu'il trouve le roi encore vivant mais inconscient. Il ne reçoit qu'une petite pension de la veuve du roi, sa cousine Adélaïde, mais est entre-temps nommé général impérial russe de la cavalerie à son insu.
Entre-temps, il se rend périodiquement à Saint-Pétersbourg et à Londres. Lors d'une visite de son frère Guillaume, qui vit maintenant à Copenhague, il achète le domaine de Skodsborg à proximité, à 20 km au nord de Copenhague.
Malgré tous ses voyages, il tente non seulement d'entretenir le château de son père à Barchfeld, le Wilhelmsburg (de), mais aussi de favoriser la prospérité du lieu, par exemple en fondant une usine de tabac et une usine de tissage de rubans, mais ces entreprises échouent.
Après une visite à Meiningen pour la fête d'anniversaire du prince héréditaire Georges II, il se rend le 7 avril 1850 à Augustenau pour rendre visite à son frère Charles. Il y meurt et est transféré à Barchfeld conformément à ses ordres et enterré dans la tombe princière.

## Récompenses
- Il a reçu la Grand-croix de l'Ordre russe de Saint-Georges ainsi que l'Ordre impérial russe Alexandre Nevski et l'Ordre hessois Pour la vertu militaire (de).